# Feldkirchen in Kärnten
Feldkirchen in Kärnten osztrák város Karintiában, a Feldkircheni járás központja. 2016 januárjában 14 235 lakosával a tartomány ötödik legnépesebb városa volt. 

## Elhelyezkedése

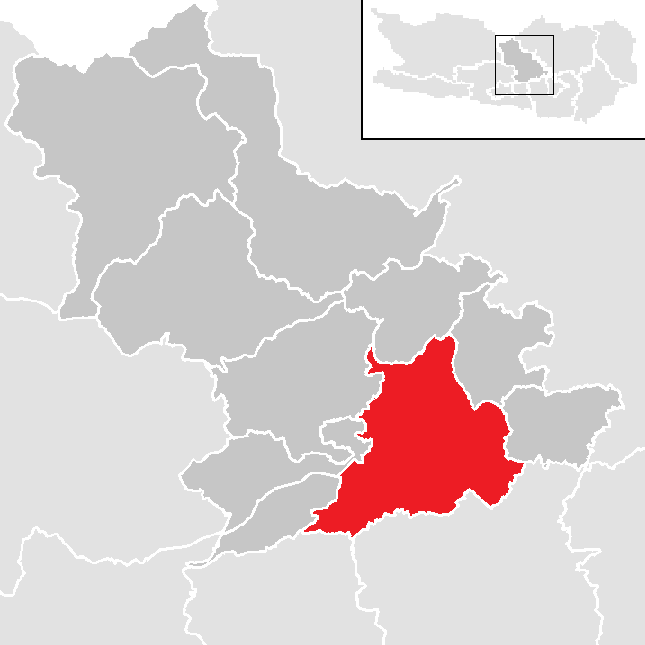
Feldkirchen in Kärnten a Feldkircheni járásban

Feldkirchen in Kärnten Karintia középső részén fekszik, a Klagenfurti-medence északi peremén. Legmagasabb pontja az Ossiachi-Tauern hegységben lévő, 1069 méteres Taubenbühel. Folyói a Tiebel és a Glan; tavai a Dietrichsteini-tó keleten, a Maltschachi-tó délkeleten és a Flatschachi-tó északnyugaton.  
Az önkormányzat 12 katasztrális községbe  foglalt 86 települést, településrészt  fog össze.
A környező települések: délnyugatra Ossiach, nyugatra Steindorf am Ossiacher See, északnyugatra Himmelberg, északra Steuerberg, északkeletre Sankt Urban, keletre Glanegg, délkeletre Moosburg, délre Techelsberg am Wörther See és Velden am Wörther See.

## Története

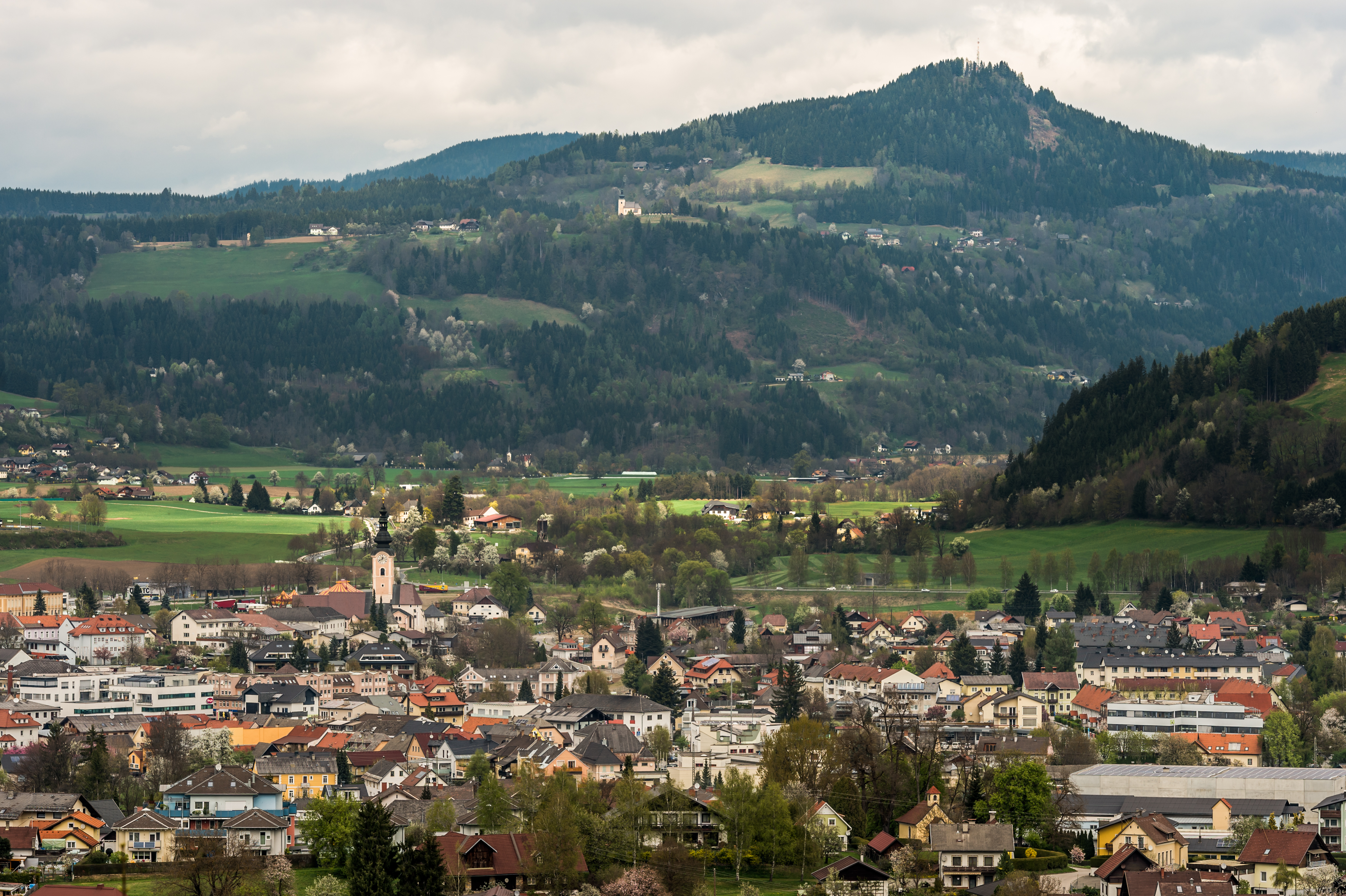
Feldkirchen látképe

A feldkircheni önkormányzat területe az újkőkor végén, i.e. 2000 körül népesült be. Az i.e. 5. században a Krahbergen erődített település létesült, amelyet kb. i.e. 300-ban elfoglaltak a kelták. A mai tiffeni Szt. Jakab-templom helyén erődített kelta szentély állt, a település neve is a kelta "tif" – mocsár szóból származik. 
Noricum kelta királyságát i.e. 15-ben meghódították a rómaiak. A régióban utak épültek, a feltételezések szerint Feldkirchen helyén állt az Aquileiából a provincia fővárosába, Virunumba (ma Maria Saal) vezető Via Iulia Augusta Beliandrum nevű pihenőállomása. A 4. században itt is elterjedt a kereszténység, egy Valerina nevű asszony síremlékén őskeresztény szimbólumot találtak. Az 5. században a vándorló germán törzsek feldúlták a helyi településeket és röviddel 600 előtt szlávok telepedtek meg Karintiában és megalakították Karantánia nevű államukat. A helynevek egy része (Poitschach – poljanica, Powirtschach – podvorcice, stb.) szláv hatásról árulkodik.

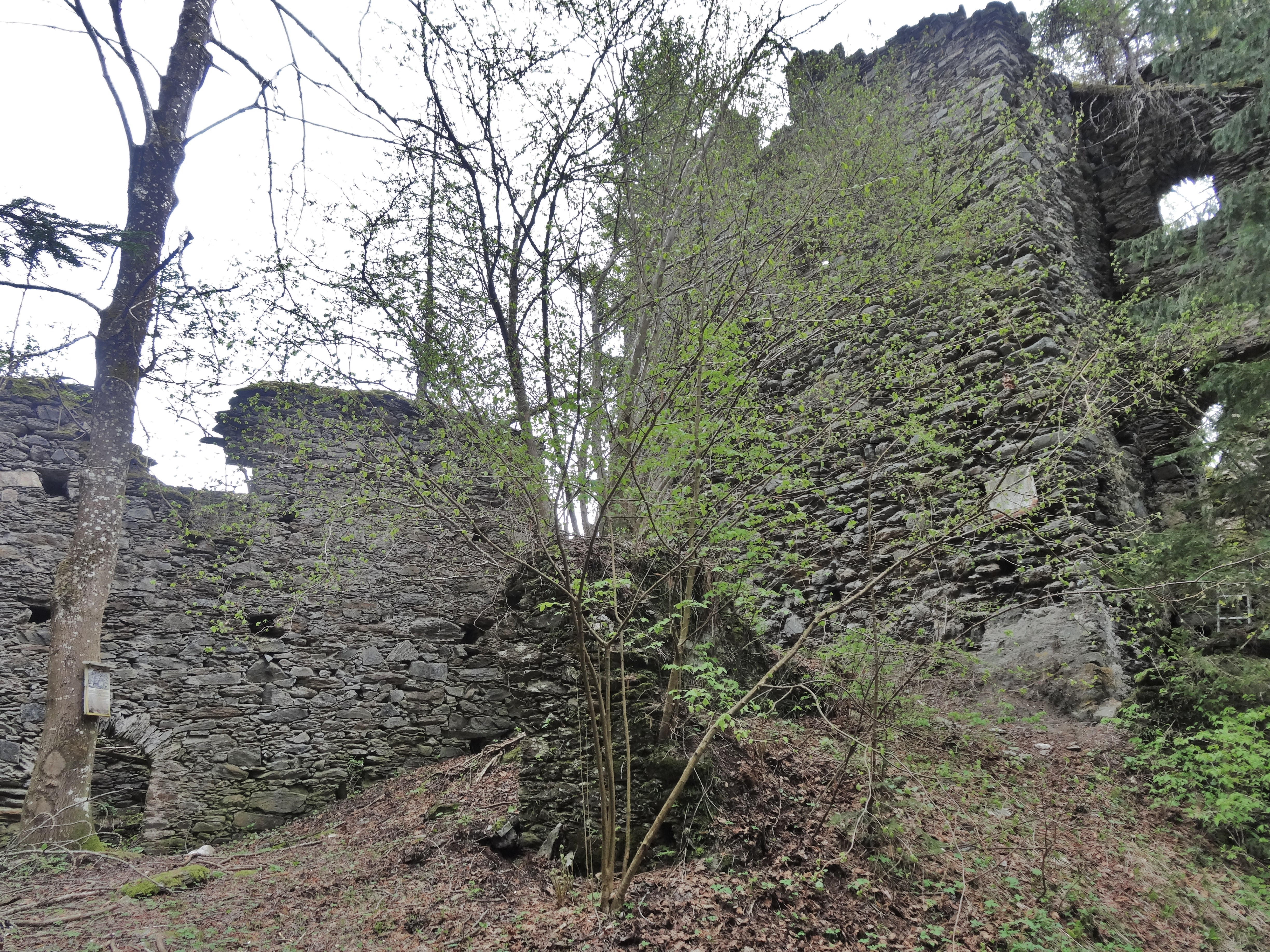
Prägrad várának romjai

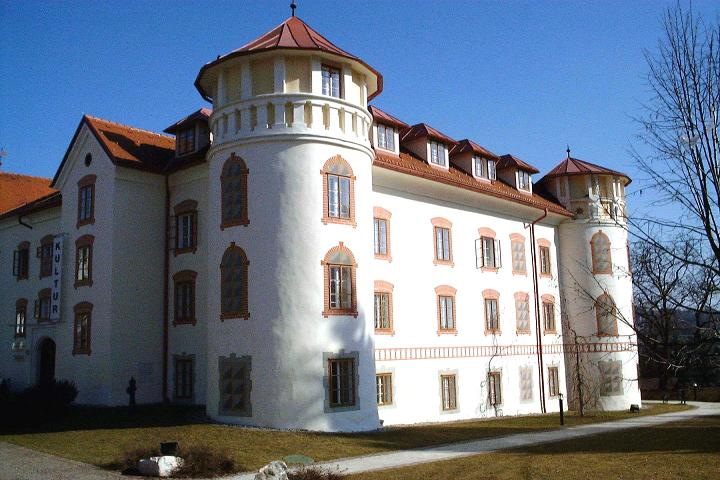
A bambergi városháza

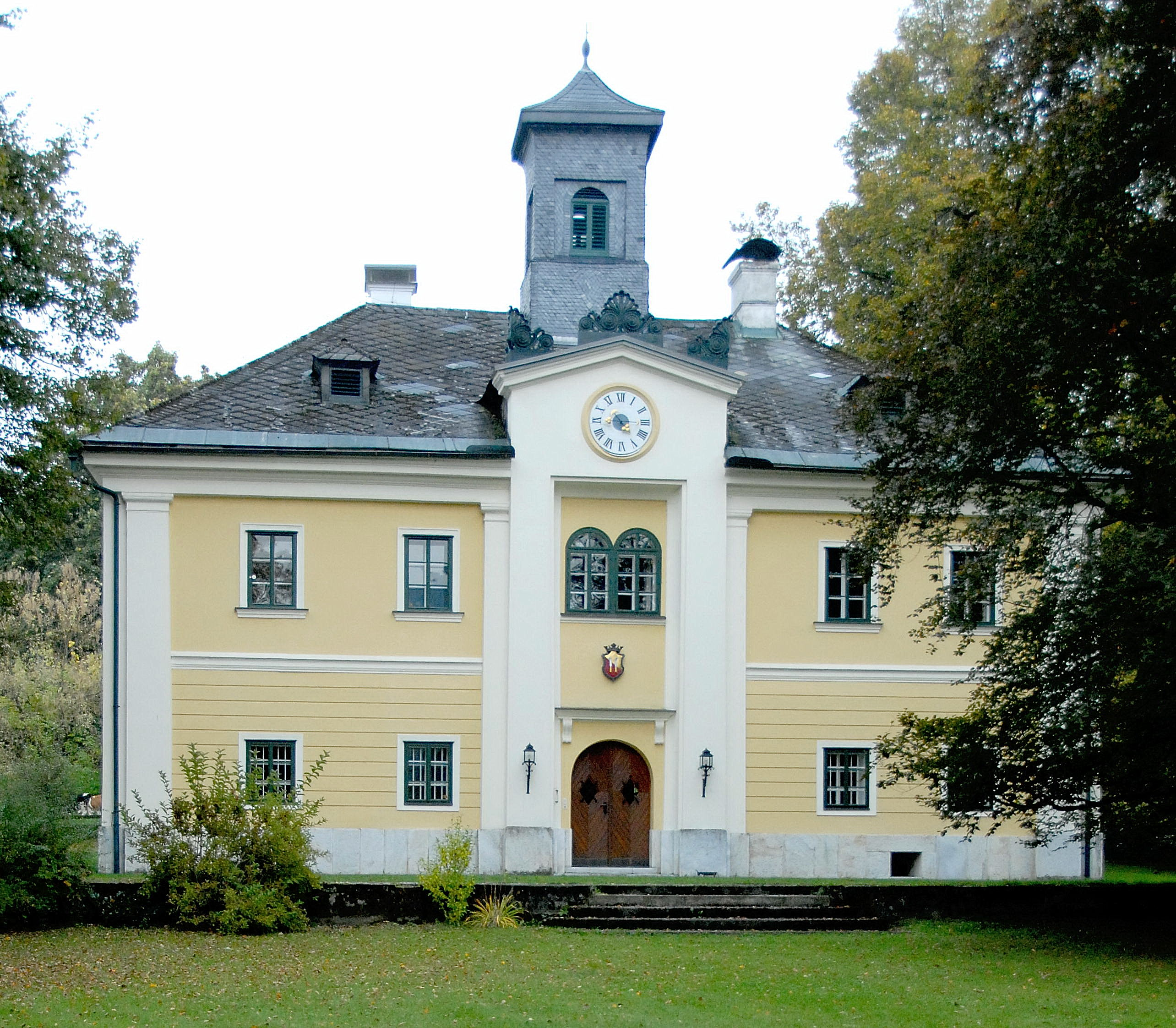
Dietrichstein kastélya

Miután a Frank Birodalom meghódította Karantániát, megindult a szlávok megtérítése. Egy adományozó oklevél szerint 888-ban megépült a "mezei templom" ("Feldkirchen", akkori helyesírással "Ueldchiricha") bár később kiderült, hogy a dokumentum 1065 körüli hamisítvány. Az ossiachi és millstatti kolostorok alapítása után (1027, ill. 1070) az egyház jelentős birtokokhoz jutott Karintiában. A Feldkirchen környéki földek egészen 1759-ig a bambergi püspökség tulajdonában voltak. A Bécs-Velence úton fekvő birtok szép jövedelmet biztosított a püspököknek és ellenőrzésére megépültek Dietrichstein, Prägrad, Tiffen és Glanegg várai. 
1176-ban Feldkirchent már mezővárosként (forum) említik, amely kívül esett a karintiai herceg jogkörén, bár a városjogok nagy része (választott tanács és bíró, címer, vásárjog) ekkor még hiányzott. A város bíráját (egyben Dietrichstein várurát)  a püspök nevezte ki.  
1434-ben Feldkirchent és Dietrichstein elzálogosították a Habsburgokkal jó kapcsolatokat ápoló Pankraz Ungnadnak. A város az 1468-ig tartó Ungnad-uralom alatt kapta meg városi szabadságjogait. III. Frigyes császár 1453-ban vásárjogot, 1459-re címert adományozott a városnak. A vásártartás rendjét Christoph Ungnad 1468-ban részletesen szabályozta, ám ugyanebben az évben a bambergi püspök visszavásárolta Feldkirchent. 
A 15. század végén előbb a portyázó törökök, majd Mátyás magyar király seregei fosztották ki és gyújtották fel a várost. A háborúk okozta gazdasági visszaesés után a 16. században fellendült Feldkirchen ipara, elsősorban a hüttenbergi vasérc helyi feldolgozása következtében. A vasipar egészen a 20. századig meghatározó jelentőségű maradt Feldkirchenben. 
A bambergi püspök 1675-ben visszavonta karintiai birtokaira vonatkozó felségjogait, 1759-ben pedig valamennyit (közte Feldkirchent) eladta a Habsburgoknak.
Az 1848-as forradalom után (amely helyben alig okozott felfordulást) megreformálták a közigazgatást és létrejöhettek a helyi önkormányzatok. A feldkircheni önkormányzat 1849-ben alakult meg, mintegy 60 km² területtel és 4500 lakossal. Az elégedetlen Steuerberg 1866-ban, Waiern pedig 1894-ben elszakadt a várostól és önálló községi tanácsot alakítottak. 
Az első világháborúban Feldkirchen messze volt a frontoktól, a világégés hatását igazából csak a háború végén, a frontok összeomlása után érezte meg. Ekkor több ezer katonát kellett elszállásolnia. Amikor a szlovének lakta Dél-Karintia okán összecsapásokra került sor Ausztria és Jugoszlávia között Radwegben és Klein St. Veitben rövid ideig csapatok állomásoztak, de hamarosan távoztak Klagenfurtba. A konfliktust 1920-ban végül egy népszavazás zárta le. A népszavazás tizedik évfordulóján a tartományi kormányzat öt karintiai várost – köztük Feldkirchent – városi rangra emelt. Az 1930-as évek elején a gazdasági válság politikai feszültségekhez és a szélsőjobb és -bal előretöréséhez vezetett. A náci párt 1934 júliusában megpróbálta fegyverrel átvenni a hatalmat az országban; ennek kapcsán Feldkirchenben is harcokra került sor a nemzetiszocialisták és  rendőrség között, amelyben egy rendőr meghalt.  
1938 márciusában a náci Németország az Anschluss-szal megszállta Ausztriát. Az április 11-i népszavazáson a feldkircheniek 99,73%-a a Német Birodalomba való beolvadásra voksolt. A főteret Adolf Hitler térre keresztelték át. A második világháborúban a város félreeső helyzete és nem számottevő ipara (bár Poitschachban működött egy rejtett repülőgépmotorgyár) miatt nem szenvedett károkat. A fegyverletétel után a város a brit megszállási zónába került és itt helyezték el a brit katonai parancsnokságot. Területén 40 ezer embert befogadni képes tábort létesítettek.   
A háború utáni közigazgatási átszervezések következtében az önkormányzat területe jelentősen megnőtt: 1964-ben visszacsatolták Waiernt, 1973-ban pedig hozzá kapcsolták Sittichet, Klein St. Veitet és Glanhofent; területe így már meghaladta a 77 km²-t. Szintén 1973-ban a város neve Feldkirchen in Kärnten-re módosult.

## Lakossága
A feldkircheni önkormányzat területén 2016 januárjában 14235 fő élt, ami gyarapodást jelent a 2001-es 14030 lakoshoz képest. Akkor a helybeliek 94,1%-a volt osztrák, 1,2% boszniai, 1,1% német állampolgár. 77,1% római katolikusnak, 12% evangélikusnak, 0,8% ortodox keresztények, 2% muszlimnak, 5,1% pedig felekezet nélkülinek vallotta magát.

## Gazdasága
A feldkircheni cégek jellemzően kisvállalkozások: 2001-ben a 706 bejegyzett cégből 644 20-nál kevesebb munkavállalót foglalkoztatott és csak ötnek volt 100-nál több dolgozója.
A legnagyobb foglalkoztató a Diakonie Österreich-hoz tartozó de La Tour, amely egy kórházat és öregek otthonát működtet Waiernben. A nagyobb cégek közé tartozik az acélszerkezet-építő Haslinger, az előgyártott házakat építő WIGO-Haus vagy az informatikai Embatex AG.

## Látnivalók

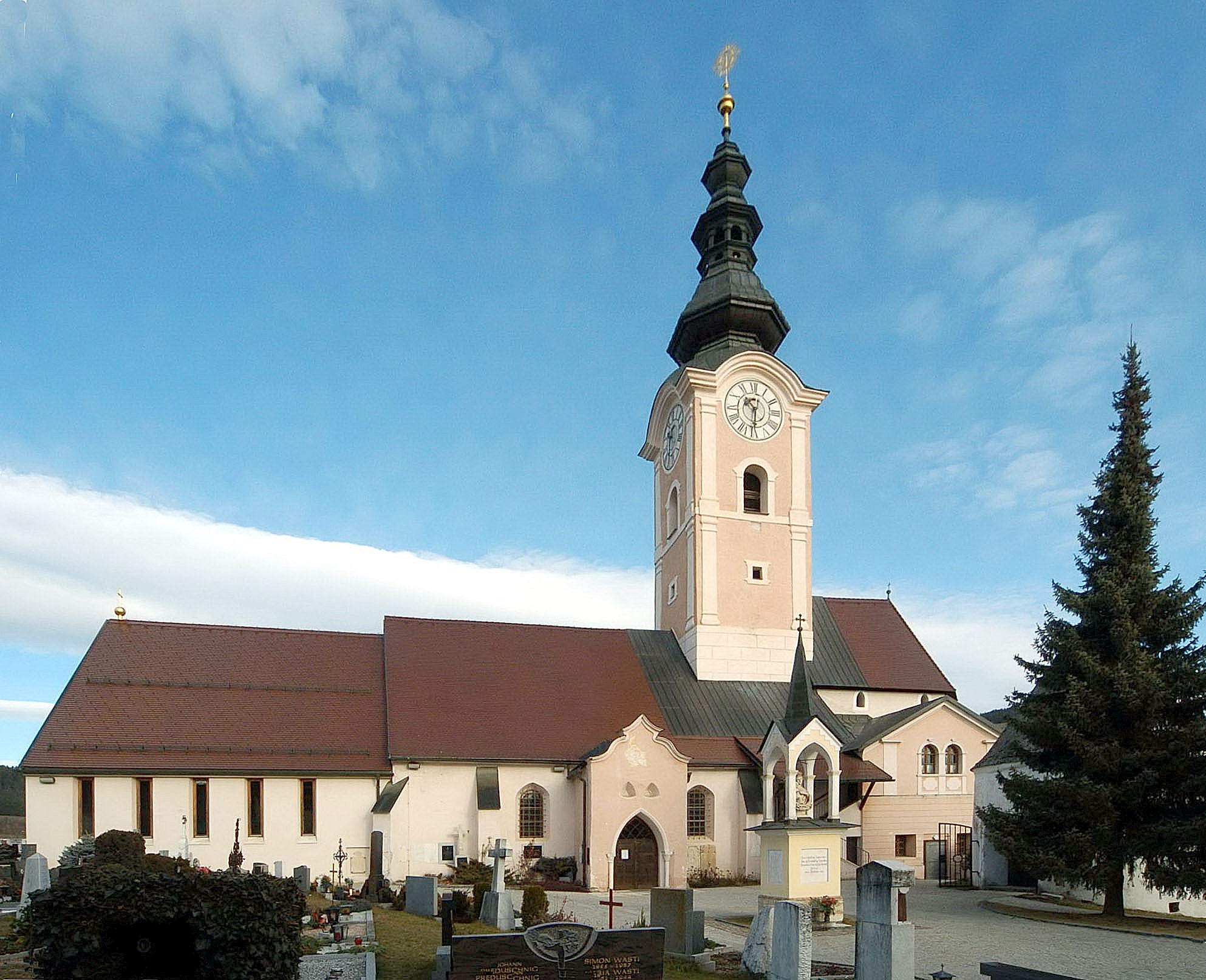
A Mária mennybemenetele-templom

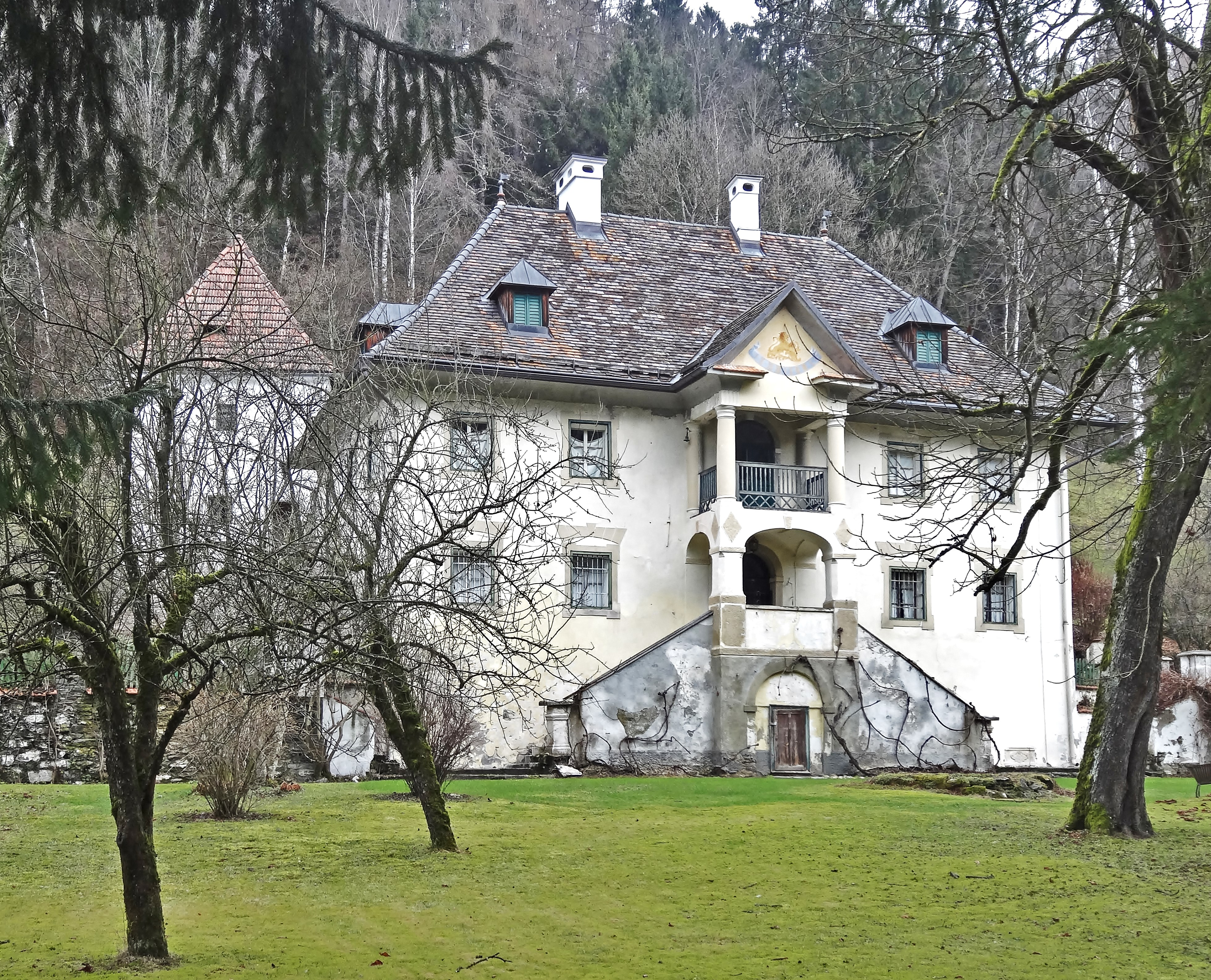
Lang kastélya

- a Mária mennybemenetele-plébániatemplom elődjét 1065 előtt építették az Eppenstein-család magánkápolnájaként. Templommá való bővítése 1166, a püspökséghez kerülése után történt. A feldkircheni önálló egyházközséget először 1285-bn említik. A 15. századi török és magyar betörések után védőfallal vették körül. A templom egy háromhajós román stílusú épület; kórusa gótikus, tornya barokk stílusban készült.
- a város déli részén áll az először 1387-ben említett, gótikus (19. század elején barokkizált) Szt. Mihály-templom.
- Sittich Szt. Fülöp és Jakab-temploma gótikus stílusban épült és 1438-ban említik először. Hajója déli falán 15. századi Szt. Kristóf-freskót fedeztek fel.
- Stocklitz kis, gótikus Szt. Leonhard-temploma
- Sankt Nikolai fallal körbevett, gótikus Szt. Miklós-temploma
- Hart Szt. Lambert-temploma 15-16. századi freskóival
- a várszerű, négy saroktornyos bambergi városháza eredetileg a 13-14. században épült és a püspökség helyi közigazgatásának központjául szolgált. Mai legrégebbi része az 1422-ből származó északi szárny, amely eredetileg lakótorony volt. Ma kulturális központ, zeneiskola és múzeum működik benne.
- Dietrichstein vára a 11. század végén-12. század elején épült a várostól keletre fekvő dombon. 1103-ban már lakták. 1483-ban  törökök lerombolták. Kijavítása után néhányszor tulajdonost váltott, majd romba dőlt. Dietrichstein kastélyát 1500 körül építtette a Dietrichstein-család. 1838-ban klasszicista stílusban átépítették.
- Prägrad vára 1166-ban került a Bambergekhez, majd néhány tulajdonosváltás után az ossiachi kolostor szerezte meg. Mára csak romjai maradtak.
- a langi kastélyt először 1306-ban említik. Mai külsejét a 19. században kapta. Magántulajdon.
- a 18. századi poitschachi kastély.

A város futballcsapata a negyedosztályú Karintiai ligában játszó SV Feldkirchen.

## Híres feldkircheniek
- Günther Domenig (1934–2012) építész
- Wolfgang Knaller (1961-) labdarúgó
- Sigi Grabner (1975-) olimpiai bronzérmes snowboardos
- Martin Hinteregger (1992-) labdarúgó

## Testvértelepülések
- Bamberg (Németország)
- Ahrensburg (Németország)

## Fordítás
- Ez a szócikk részben vagy egészben  a   Feldkirchen in Kärnten című német Wikipédia-szócikk ezen változatának fordításán alapul.  Az eredeti cikk szerkesztőit annak laptörténete sorolja fel. Ez a jelzés csupán a megfogalmazás eredetét és a szerzői jogokat jelzi, nem szolgál a cikkben szereplő információk forrásmegjelöléseként.